# Football à 7 (sport adapté)
 (novembre 2009).
Si vous disposez d'ouvrages ou d'articles de référence ou si vous connaissez des sites web de qualité traitant du thème abordé ici, merci de compléter l'article en donnant les références utiles à sa vérifiabilité et en les liant à la section « Notes et références ».
Le football à 7 est un sport dérivé du football, pratiqué en handisport par des handicapés moteurs ou par des sportifs valides.

## Sportifs handicapés
Le football à 7, comme handisport, a été inventé en 1978 à Édimbourg.

### Règles
Le football à 7 respecte les règles établies par la Fédération internationale de football association (FIFA), adaptées pour tenir compte du handicap des joueurs.
Chaque partie est divisée en deux mi-temps de trente minutes chacune, avec une pause de quinze minutes entre les deux. Le but du jeu est de marquer le plus de buts possible.

### Classification des handicaps
Les athlètes ayant la paralysie cérébrale sont classés en quatre catégories :
- C5, athlètes ayant des problèmes d'équilibre ;
- C6, athlètes ayant des difficultés à contrôler leurs membres supérieurs ;
- C7, athlètes hémiplégiques avec quelques difficultés pour se déplacer ;
- C8, athlètes atteints d’un faible degré d'hémiplégie.

Chaque équipe est composée de sept joueurs, avec au minimum un joueur de la catégorie C5 et C6 et au maximum trois joueurs de la catégorie C8.

### Compétition
Le premier tournoi international de football à 7 date de 1986. Le football à 7 est devenu un sport officiel aux Jeux paralympiques d'été de 1984 mais a été exclu du programme des Jeux paralympiques d'été de 2020.
Le football à 7 ne doit pas être confondu avec le cécifoot, autre handisport dérivé du football, pratiqué par des athlètes malvoyants ou non-voyants.
En septembre 2014, le football à 7 a été abandonné par la Fédération française de football (FFF), remplacé et généralisé  par le football à 8 dans les compétitions jeunes (U11 et U13) et loisir (U15 à seniors).

### Terrain
Le terrain équivaut à un demi-terrain de football à 11. D'autres adaptations par rapport au football à 11 varient selon les structures. Elles visent notamment à renforcer le caractère convivial, éventuellement éducatif de la pratique : cartons blancs permettant des exclusions temporaires, absence de hors-jeu, prohibition des tacles, remises en jeu au pied, interdiction des coups francs directs, remplacement tournant, équipes mixtes, auto-arbitrage, etc.

## Sportifs valides

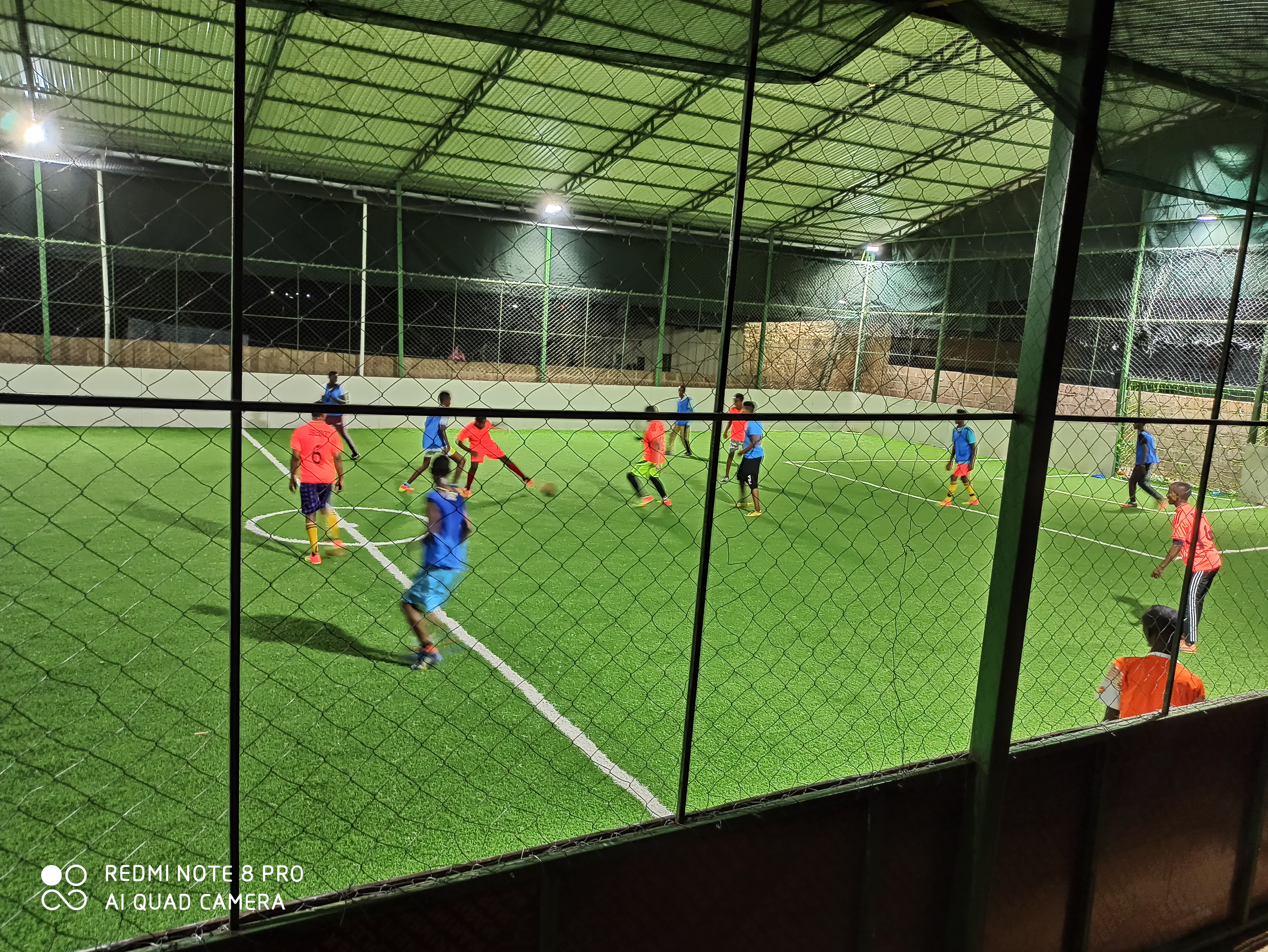
Match en nocturne à Wajir au Kenya.

En France, le football à 7 pour sportifs valides est surtout proposé dans des cadres réclamant une pratique plus souple et plus conviviale du football : il est plus facile de réunir sept joueurs que onze et la spécialisation de chaque participant dans un compartiment du jeu est moindre. On rencontre donc le football à 7 dans un cadre scolaire comme l'Union nationale du sport scolaire (UNSS) ou professionnel (Fédération Française du Sport d'Entreprise) ou dans des fédérations omnisports comme la Fédération sportive et gymnique du travail (FSGT), l'Union française des œuvres laïques d'éducation physique (UFOLEP), la Fédération sportive et culturelle de France (FSCF) . Ces structures organisent des rencontres amicales et des compétitions ; elles peuvent également organiser la pratique du football à 11.